# Alfa Romeo 179B
Chronologie des modèles (1981)
Alfa Romeo 179 Alfa Romeo 179C
L'Alfa Romeo 179B est une monoplace de Formule 1 engagée par Alfa Romeo en championnat du monde de Formule 1 1981 et pilotée par Mario Andretti et Bruno Giacomelli.

## Historique

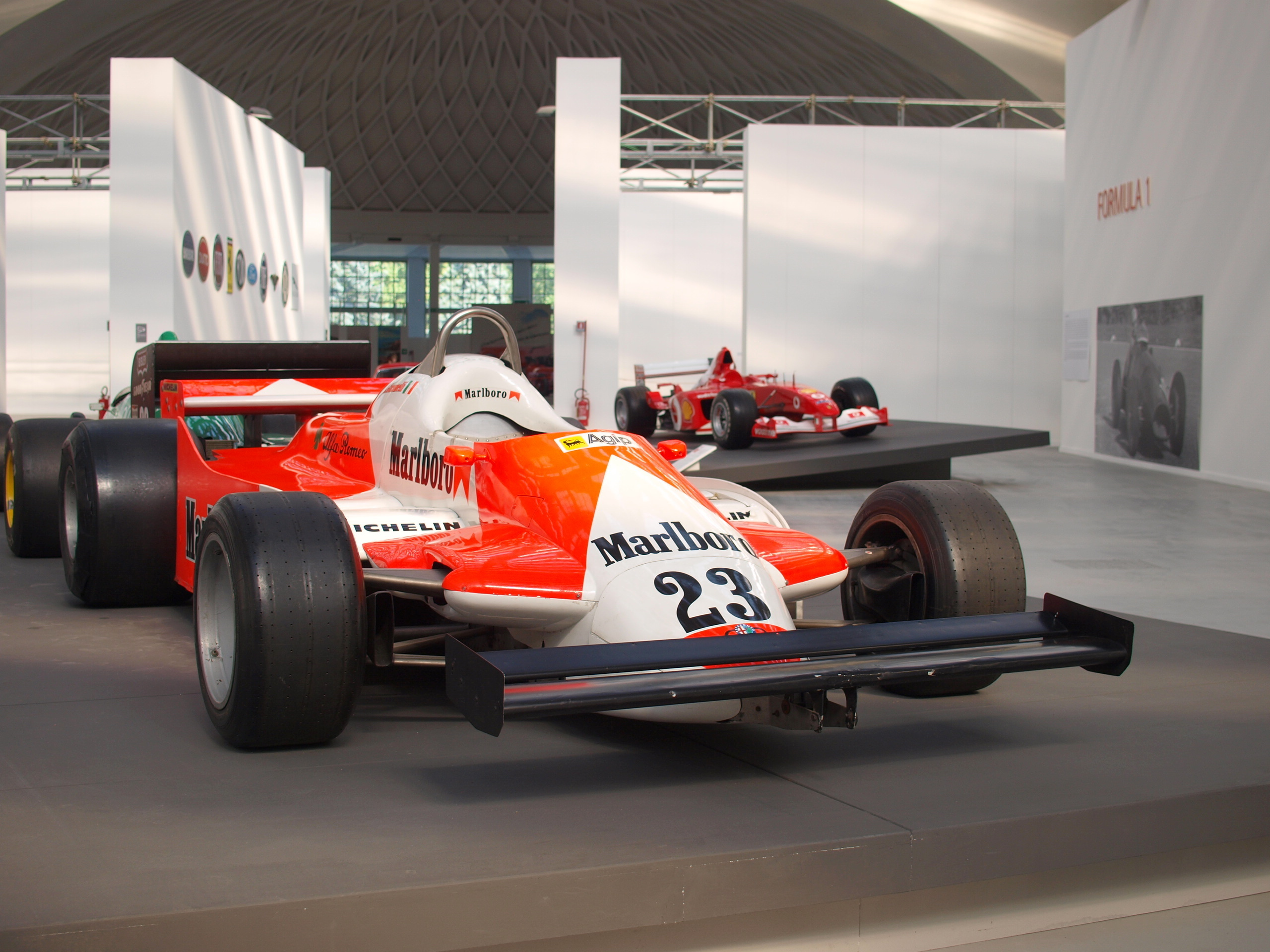
Vue avant de la 179B.

La monoplace n'est engagée que sur deux Grands Prix dans la saison, les autres courses étant disputées avec les Alfa Romeo 179C et Alfa Romeo 179D.
Au Grand Prix d'Autriche, Mario Andretti se qualifie en treizième position à quatre secondes des Renault de René Arnoux et Alain Prost, et abandonne sur éclatement de pneu au soixante-deuxième tour, à dix tours du but. Bruno Giacomelli, qualifié en seizième place, abandonne au trente-cinquième tour, sur incendie,.
Au Grand Prix des Pays-Bas, Mario Andretti se qualifie en septième position à 864 millièmes de l'auteur de la pole position, Alain Prost, et abandonne sur casse moteur au quarante-sixième des cinquante-trois tours de course. Bruno Giacomelli, qualifié en quatorzième place à 2,2 secondes du Français, abandonne au dix-neuvième tour, sur accident,.
Alfa Romeo se classe neuvième du championnat des constructeurs avec dix points, devant Tyrrell Racing et derrière Arrows. Giacomelli est classé quinzième avec sept points derrière le pilote Team Lotus Nigel Mansell et devant Marc Surer sur Ensign. Andretti, dix-septième avec trois unités, devance Andrea De Cesaris sur McLaren,.

## Résultats en championnat du monde de Formule 1
| Saison | Écurie                   | Moteur              | Pneus    | Pilotes          | Courses | Courses | Courses | Courses | Courses | Courses | Courses | Courses | Courses | Courses | Courses | Courses | Courses | Courses | Courses | Points inscrits | Classement |
| Saison | Écurie                   | Moteur              | Pneus    | Pilotes          | 1       | 2       | 3       | 4       | 5       | 6       | 7       | 8       | 9       | 10      | 11      | 12      | 13      | 14      | 15      | Points inscrits | Classement |
| ------ | ------------------------ | ------------------- | -------- | ---------------- | ------- | ------- | ------- | ------- | ------- | ------- | ------- | ------- | ------- | ------- | ------- | ------- | ------- | ------- | ------- | --------------- | ---------- |
| 1981   | Marlboro Team Alfa Romeo | Alfa Romeo 1260 V12 | Michelin |                  | EUO     | BRÉ     | ARG     | SMR     | BEL     | MON     | ESP     | FRA     | GBR     | ALL     | AUT     | P-B     | ITA     | CAN     | LVE     | 10*             | 9e         |
| 1981   | Marlboro Team Alfa Romeo | Alfa Romeo 1260 V12 | Michelin | Mario Andretti   |         |         |         |         |         |         |         |         |         |         | Abd     | Abd     |         |         |         | 10*             | 9e         |
| 1981   | Marlboro Team Alfa Romeo | Alfa Romeo 1260 V12 | Michelin | Bruno Giacomelli |         |         |         |         |         |         |         |         |         |         | Abd     | Abd     |         |         |         | 10*             | 9e         |

Légende : ici

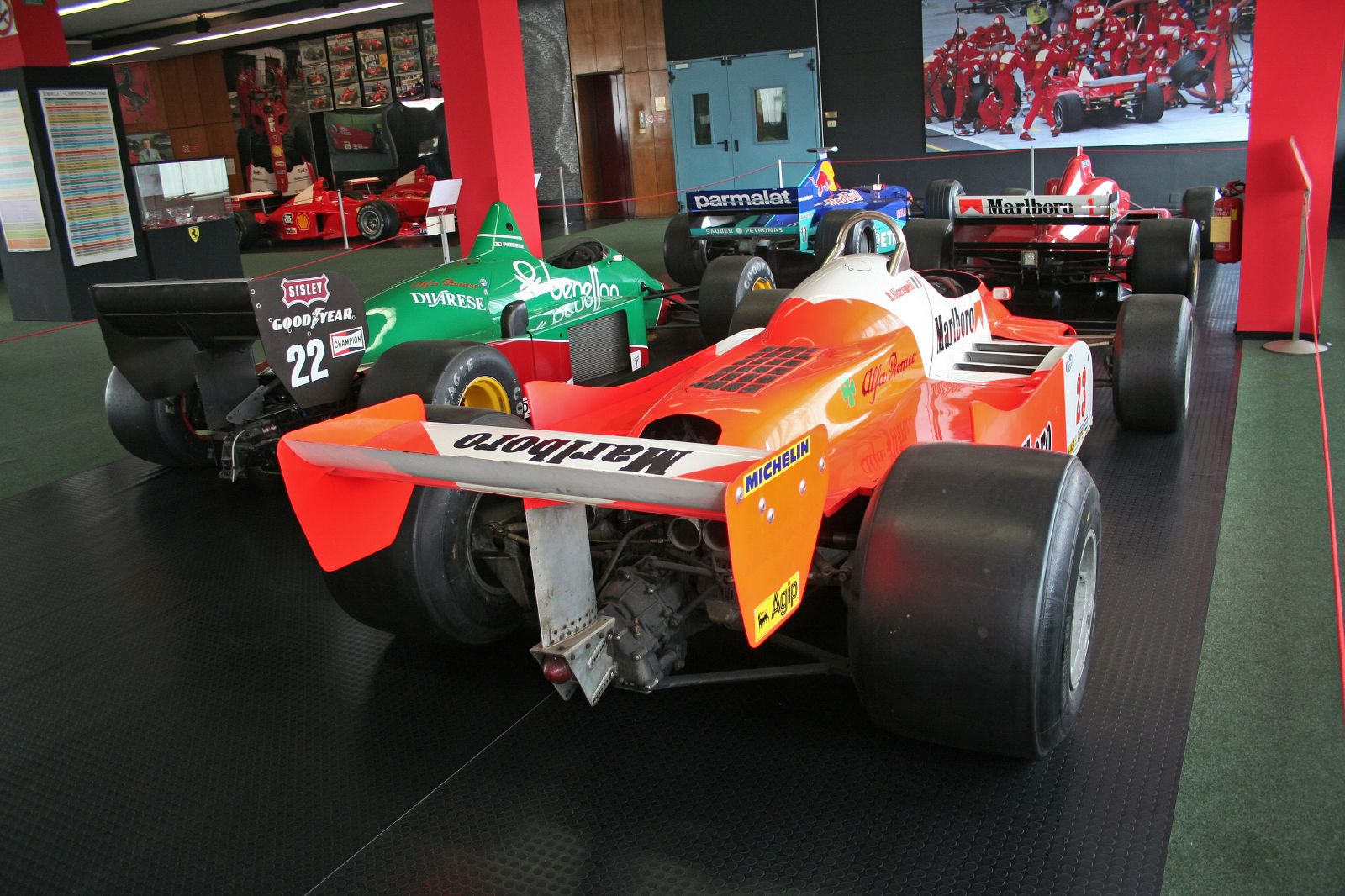
Vue arrière de la 179B.

- * 10 points marqués avec l'Alfa Romeo 179C.